# Ракіура (національний парк)
Національний парк Ра́кіура (англ. Rakiura National Park, [ˈrɑːkɪʊrə]) — природний заповідний парк розташований на острові Стюарт, Нова Зеландія. Це наймолодший національний парк Нової Зеландії, був відкритий у 2002 році. Заповідна територія охоплює близько 85% острова.

## Історія
Національний парк Ракіура було офіційно відкрито 9 березня 2002 року прем'єр-міністром Нової Зеландії Хеленою Кларк, міністром з охорони природи Сандрою Лі та альпіністом сером Едмундом Гілларі.

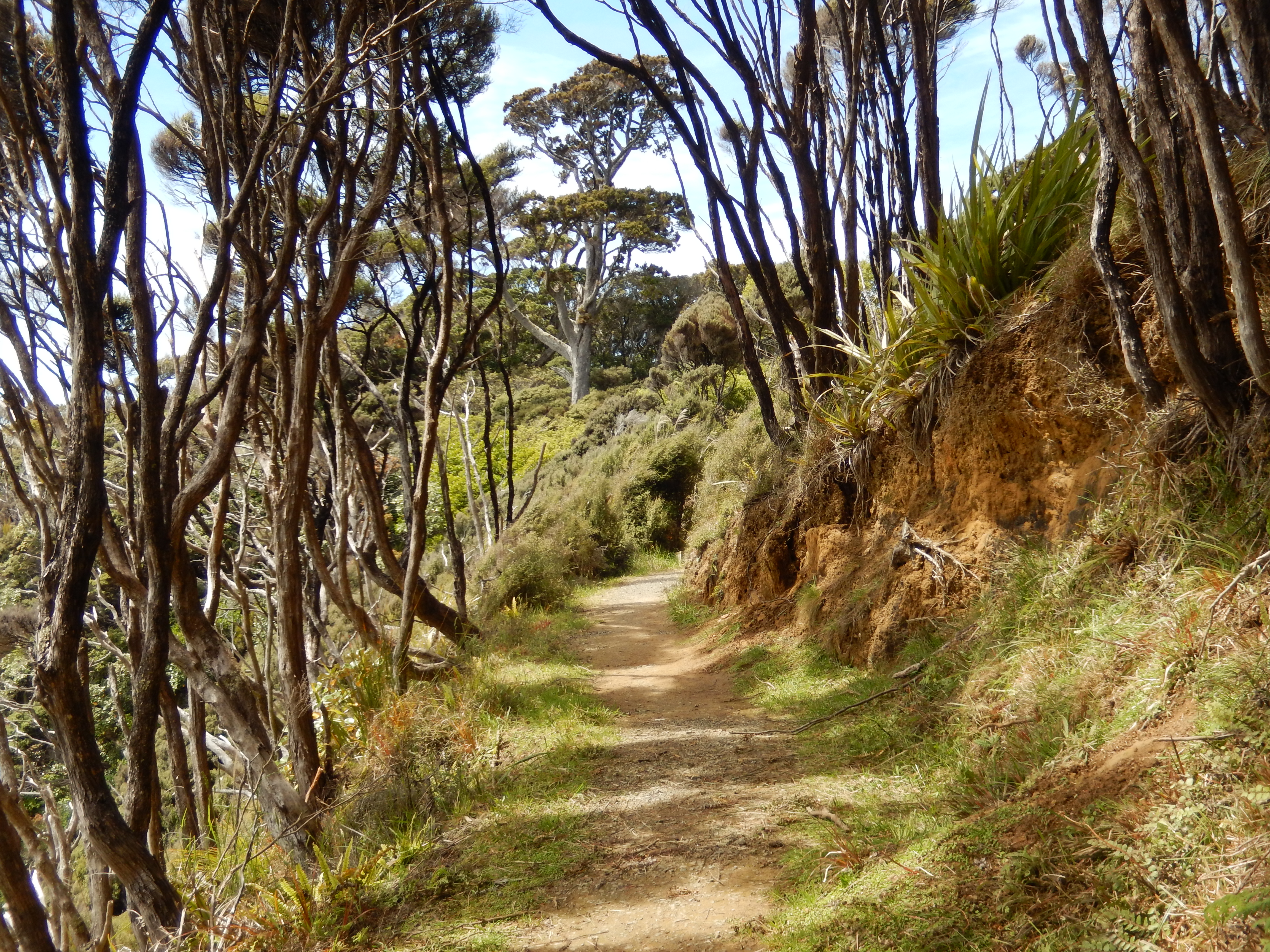
Національний парк Ракіура, Нова Зеландія

Площа парку становить 1683 км². За розмірами приблизно 75 кілометрів у довжину і 45 кілометрів завширшки в найвіддаленіших своїх точках. Найвища точка — гора Енглем (980 м.). Приблизно 85% території острова Стюарт, — за винятком містечка Обан на березі затоки Гафмун, деяких доріг, а також приватних земель і земель, що належать Маорі,  — зайняті парком. Він складається з мережі колишніх природних заповідників та територій державних лісів. 
Ланцюгова скульптура біля входу в національний парк Ракіура символізує прикутість острова Стюарт до Південного острову. У 2008 році подібну скульптуру було споруджено в Блаффі, і вона являє собою інший кінець ланцюга. 
Територією парку пролягає Траса Ракіура — пішохідний туристичний маршрут, що входить до Великих прогулянок Нової Зеландії.

## Фауна
В парку представлено велике різноманіття місцевих птахів. Парк Ракіура, можливо, найкраще місце в Новій Зеландії де можна спостерігати за ківі в дикій природі. Деякі прибережні райони парку є середовищем проживання жовтооких пінгвінів. Острів Стюарт є ареалом існування уеку — цікавий нелітаючий птах завбільшки з курку, якого можна зустріти тільки в Новій Зеландії.   
У 1977 році група дослідників виявила на острові популяцію какапо, хоча вважалося, що вид вимер.